# San Luis Jilotepeque
San Luis Jilotepeque é uma cidade da Guatemala do departamento de Jalapa.